# 국무경 (프랑스)
국무경(프랑스어: secrétaire d'État 스크레테르 데타트[*])은 앙시앵 레짐 시절 프랑스 왕국의 각료격 역직들이다. 제도 자체는 1547년 만들어졌지만 유의미해지는 것은 1588년 이후다. 국무경들은 왕관중신의 일종으로 여겨졌다.
오늘날 프랑스에서 "스크레테르 데타트"는 차관을 의미한다. 현대 프랑스에서 차관은 장관(ministre)과 장관대리(ministre délégué) 이하 직책으로서 정무직 최하급이다.

## 역사
1547년 앙리 2세 시기에 처음 등장했다. 창설 당시 4개 국무경이 있었지만 이후 5개가 되었다가 4개가 되었다가를 반복했다. 루이 15세 치세인 1718년 9월 5개에서 4개로 줄었다가(기욤 뒤부아 추기경 선종 당시) 1763년 앙리 베르탱에게 재무를 맡기면서 다시 1780년까지 5개가 유지되었다.
루이 14세 사망 직후 섭정을 맡은 필리프 2세 도를레앙 공작은 국무경들을 억제하고 대신 다원합의제 정국을 운영했다(1715년-1718년). 국무경들의 권한을 빼앗고 그 업무를 다양한 부문멸 소평의회를 거느린 국무평의회에서 맡도록 하는 체제였는데, 비효율적이었기 때문에 다시 국무경 체제로 전환되었다.

## 직제
- 외무국무경
- 전쟁국무경
- 해사국무경
- 왕실국무경
- 자칭개혁종교국무경

이 중 외무국무경의 위상이 가장 높았음은 불변했으나 다른 국무경들의 위상이나 권한은 때에 따라 달라졌다.
내무국무경은 없었고 다음 3개 국무경이 관할별로 국토 내무를 맡았다.
- 전쟁국무경은 국경지대를 관할
- 왕실국무경은 국유지를, 1747년 이후로는 외무국무경이 관할을 거부한 여러 기타 영토를 관할
- 해사국무경은 식민지를 관할. 단 1749년-1754년은 예외.

또한 법무국무경과 재무국무경도 없었다. 법무는 왕관중신 중 하나인 재상이 맡았고 재무는 재무총감이 맡았다.